# Tadarida kuboriensis
Tadarida kuboriensis là một loài động vật có vú trong họ Dơi thò đuôi, bộ Dơi. Loài này được McKean & Calaby mô tả năm 1968.